# Hyphoraia confluens
Hyphoraia confluens är en fjärilsart som beskrevs av Franz Dannehl 1928. Hyphoraia confluens ingår i släktet Hyphoraia och familjen björnspinnare. Inga underarter finns listade i Catalogue of Life.